# 象岩
象岩（ぞういわ）は、岡山県倉敷市下津井の六口島にある奇岩。国指定の天然記念物（1932年指定）。
海岸沿いにある花崗岩の巨岩が風や波の力によって侵食され、水辺にたたずむゾウのような形になったもの。高さは約8m。1980年頃、鼻の先端部が節理沿いに落下し、少し短くなった。